# Alfred Bergin
Alfred Bergin, född 24 april 1866 i Västra Bitterna, Västergötland, Sverige, av föräldrarna Johannes och Maria Stina Bergin, såsom den förste av nio syskon, död 26 mars 1944 i Lindsborg, Kansas, USA, var en svensk-amerikansk teolog, emigrerade 1883 till Minnesota, USA, där han började arbeta på A. Alines Tegelbruk men gick snart över till att varva mellan fabriksarbete och college-studerade i S:t Peter fram till 1889. Efter några års ytterligare studier påbörjade han 1892 en pastorsutbildning på Augustana Seminarium och blev färdig pastor 1894, varefter han tjänstgjorde som missionär och pastor på ett flertal platser i North Dakota och Minnesota. Alfred Bergin gifte sig 1894 med Anna Hult från Skandia i Minnesota och de fick tillsammans sex barn.
Bergin blev 1904 pastor vid Bethany church, Lindsborg, Kansas och filosofie doktor samma år. 1919 blev han teologie doktor. Han var ledamot av styrelsen för Augustana book concern 1905 och i Augustanasynodens missionstyrelse 1921, samt medredaktör för Theological quarterly 1921. Bergin har bland annat författat Lindsborg (1909) och The Swedish settlements in central Kansas (1910).